# Bariano
Bariano (lombardul: Barià) település Olaszországban, Lombardia régióban, Bergamo megyében. Lakosainak száma 4209 fő (2023. január 1.). Bariano Morengo, Romano di Lombardia, Caravaggio, Fornovo San Giovanni, Pagazzano és Fara Olivana con Sola községekkel határos.

## Népesség
A település népességének változása:
| Lakosok száma | 4291 | 4270 | 4209 |
|               | 2017 | 2018 | 2023 |